# 위선의 태양 2
위선의 태양 2(Utomlyonnye Solntsem 2, Burnt By The Sun 2)는 러시아 연방에서 제작된 니키타 미할코프 감독의 2010년 드라마, 전쟁 영화이다. 니키타 미할코프 등이 주연으로 출연하였고 니키타 미할코프 등이 제작에 참여하였다.

## 출연

### 주연
- 니키타 미할코프
- 알렉 멘쉬코브

### 조연
- 나데즈다 미칼코바
- 빅토리야 톨스토가노바
- 세르게이 가르마시
- 비아체슬라프 틱호노브
- 세르게이 마코베스키
- 예브게니 미로노브
- 안나 미할코프
- 드미트리 디우제프
- 미카일 에프레모프
- 알렉세이 페트렌코
- 아르투르 스몰랴니노프
- 아르티옴 미하일코프
- 블라디미르 일린
- 이반 도브론라보프
- 발렌틴 가프트
- 발레리 졸로투킨
- 알렉산드르 아다바쉬얀
- 안드레이 메르즈리킨
- 마크심 수크하노브
- 마리야 슈크시나
- 로먼 마디아노브
- 림마 마르코바
- 조야 부르야크
- 타지르 락히모브
- 예브게니 스티치킨
- 알라 A. 카잔스카야
- 알렉산드르 목호브
- 니나 아르크히포바
- 안젤리나 미림스카야
- 세르게이 스테판첸코
- 알렉산드르 파슈틴
- 콘스탄틴 비코프
- 안드레이 파닌

## 제작진
- 소품팀: 인드리치 코치
- 소품팀: 밀레나 코브코바